# Portada/efemèride febrer 29
Núria Martínez jugant amb la selecció catalana.
« 28 de febrer · 29 de febrer · 1 de març »